# 조 스피넬
조 스피넬(Joe Spinell, 1936년 10월 28일 ~ 1989년 1월 13일)는 미국의 배우이다.

## 영화
- 위와 아래 (1993년)
- 설원의 추적 (1991년)
- 래피드 파이어 (1989년)
- 오퍼레이션 워존 (1988년)
- 마피아의 아내 (1988년)
- 나이트 히트 (1985년)
- 비질랜티 (1983년)
- 복수의 여신 (1983년)
- 캘리포니아 썸머 캠프 (1983년)
- 뉴욕의 사랑 (1982년)
- 용의자 (1982년)
- 광란의 깐느 (1982년)
- 나이트호크 (1981년)
- 금지 구역 (1980년)
- 9번째 배치 (1980년)
- 매니악 (1980년)
- 리틀 드래곤 (1980년)
- 도전 (1980년)
- 죽음의 그림자 (1980년)
- 광란자 (1980년) - 패트롤맨 디시몬 역
- 스타 워즈 2020 (1979년)
- 윈터 킬 (1979년)
- 록키 2 (1979년) - 토니 가조 역
- 빅 웬즈데이 (1978년)
- 챔피언 (1978년) - 버프 역
- 눈지오 (1978년)
- 소서러 (1977년)
- 스테이 헝그리 (1976년)
- 넥스트 스톱 그린위치 빌리지 (1976년)
- 택시 드라이버 (1976년) - 인사과 장교 역
- 록키 (1976년) - 가조 역
- 스트라이크 포스 (1975년)
- 잘 가요 내 사랑 (1975년)
- 대부 2 (1974년)
- 세븐업 수사대 (1973년)
- 대부 (1972년)